# Rodrigues-Bülbül

Ursprüngliche Verbreitung des Rodrigues-Bülbüls

Der Rodrigues-Bülbül (Hypsipetes cowlesi) ist eine ausgestorbene Vogelart aus der Familie der Bülbüls (Pycnonotidae). Er war auf der Maskarenen-Insel Rodrigues endemisch und ist von subfossilem Material bekannt, das erstmals 1974 gesammelt wurde. Das Artepitheton ehrt den britischen Ornithologen und Paläontologen Graham S. Cowles, den ehemaligen Kurator der Vogelsammlung des Natural History Museum at Tring, der die ornithologische Fachwelt erstmals 1987 auf dieses Taxon aufmerksam machte.

## Merkmale
Der Holotypus ist ein Schädel, bei dem das rechte Ende des Nasofrontalgelenks und das Tränenbein fehlen und der die rechte Seite des Stirnbeins und des Schuppenbeins enthält. Das als Paratypen gekennzeichnete Material umfasst Unterkiefer, Schulterblätter, Coracoids, Oberschenkelknochen, Ulnae, Radii, Carpometacarpi und Tarsometatarsi.
Die Entdeckung weiterer Skelettelemente, die diesem Vogel zugeordnet werden können, darunter auch Schädelteile, zeigt, dass es sich um eine große Art mit robusten Beinen handelte, wie auch bei den anderen Bülbülarten der Maskarenen.

## Aussterben
Es ist nicht hinreichend studiert, wann und warum der Rodrigues-Bulbül verschwunden ist, zumal auch frühere Reisende wie Julien Tafforet (1725–1726) oder François Leguat  (1691–1693) keine Bülbüls auf Rodrigues erwähnten. Lebensraumzerstörung und eingeschleppte räuberische Säugetiere, insbesondere Ratten, sind jedoch eine große Bedrohung für die Vögel auf Mauritius und Réunion. Ihr weiteres Überleben ist auf das Vorhandensein ausgedehnter montaner Wälder zurückzuführen. Ähnliche Bedrohungen haben möglicherweise zur Ausrottung des Rodrigues-Bülbül während des 17. oder frühen 18. Jahrhunderts geführt, einer Zeit, in der die einheimischen Wälder fast vollständig abgeholzt wurden. Diese Faktoren wurden durch die geringe Größe der Insel und den Mangel an Bergrefugien verschärft.